# Parco delle Valli
Il parco delle Valli a Roma  fa parte della  Riserva Naturale Valle dell'Aniene e si trova all'interno della zona urbanistica di  Conca D'Oro del III Municipio

## Caratteristiche
Il parco per molti è definito il polmone verde del III Municipio, perché è un'area vasta con un gran numero di alberi e piante:
L'area verde, dove si trova il fiume Aniene, è composta da due piste ciclabili, di cui una collega villa Ada, e via Nomentana, un centro anziani, un campo di bocce sempre del centro anziani (centro anziani e campo di bocce non attualmente in uso a causa di un incendio che ne ha distrutto le strutture), tre fontanelle ed il mercatino di Conca D'Oro, ed un'area ludica per bambini, e un parcheggio di oltre duecento 200 posti auto a servizio della cittadinanza. 
Il parco è di proprietà del Comune di Roma, mentre la gestione è affidata a RomaNatura, l'ente per la salvaguardia delle aree protette di Roma.
La pulizia del parco spetta alla società che ha la convenzione per il mercatino di Conca D'Oro a cui i cittadini possono fare riferimento telefonando o inviando una email, mentre l'attività del rispetto delle norme sul regolamento dell'area spetta ai guardia parco della Marcigliana. Di volta in volta vengono svolti eventi e iniziative di educazione ambientale da parte di cittadini o dai volontari.
Il 4 maggio 2018, viene inaugurata l'area sport e ludica del CONI, con il quale l'associazione di promozione sociale "Gli Amici Di Conca D'Oro - APS" si era fatta promotrice. L'associazione da anni si occupa di progetti di educazione ambientale nel parco, e lo svolgimento di attività culturali di educazione ambientale, tutti gratuiti ed aperti a tutti.